# Eea
En la mitología griega, Eea (griego antiguo: Αἰαία, latín: Aeaea) es una supuesta isla del mar Mediterráneo, donde vivía la hechicera Circe.

## En laOdisea
La Odisea, el poema épico de Homero, narra que Odiseo vivió un año en esta isla, arrojado con sus compañeros por una tempestad, y allí convivió con Circe, con la que tuvo descendencia. En este relato, Odiseo le cuenta a Alcinoo, rey de los feacios, las circunstancias de la permanencia de él y de su tripulación en el intento de regresar a su hogar en la isla de Ítaca. Homero también relata cómo la isla estaba cubierta de pastos y bosques.

## En laArgonáutica
En el mito del viaje de los argonautas, estos llegaron en su viaje de vuelta a la isla de Eea, en la que fueron purificados por Circe del asesinato de Apsirto, hermano de Medea.

## Posibles localizaciones
Esta isla ha sido identificada por Estrabón con el actual cabo o monte Circeo, en Italia. Sin embargo, el Circeo es sólo un cabo que, por estar en medio de unas marismas, recordaba una isla; se ha sugerido que en la Antigüedad tal vez estuviera separado del continente por un istmo. En memoria de esto todavía existe una cueva llamada «de Circe», así como las ruinas del «Templo de Circe», donde se encontró una cabeza de una estatua, que se atribuye a esta diosa hechicera.
Tras muchas conjeturas recientemente se ha identificado la «Isla de Circe» con Dídyme (Δίδυμη), es decir la isla de Salina, siendo las «rocas erráticas» los Faraglioni di Lipari, junto a la «Isla de las Sirenas» y el «Hades en Sicilia», quizás otras tantas evocaciones del vulcanismo de este archipiélago. La playa estrecha, los bosques dedicados a Perséfone estarían allí, en Acquedolci.